# 谢讷河畔迪亚朗
谢讷河畔迪亚朗（法語：Dialan sur Chaîne，法語發音：[djalɑ̃ syʁ ʃɛn]）是法国卡尔瓦多斯省的一个市镇，属于维尔区。该市镇于2017年由原市镇瑞尔克和勒梅尼勒欧祖夫合并而成。

## 地名
谢讷河（Chaîne）是流经该地一条河流，其为奥东河的支流。“迪亚朗”（Dialan）指的是迪亚朗石，是当地的一个自然景点。

## 地理
谢讷河畔迪亚朗（49°1'4"N, 0°44'33"W）面积21.93 平方千米，位于法国诺曼底大区卡爾瓦多斯省，该省份为法国西北部沿海省份，北濒大西洋英吉利海峡，东北与滨海塞纳省以海上边界相接，东临厄尔省，南至奧恩省，西与芒什省接壤。
与谢讷河畔迪亚朗接壤的市镇（或旧市镇、城区）包括：圣皮埃尔迪弗雷讷、卡阿涅、瑟利讷、莱蒙多奈、苏勒夫尔昂博卡日、布雷穆瓦。
谢讷河畔迪亚朗的时区为UTC+01:00、UTC+02:00（夏令时）。

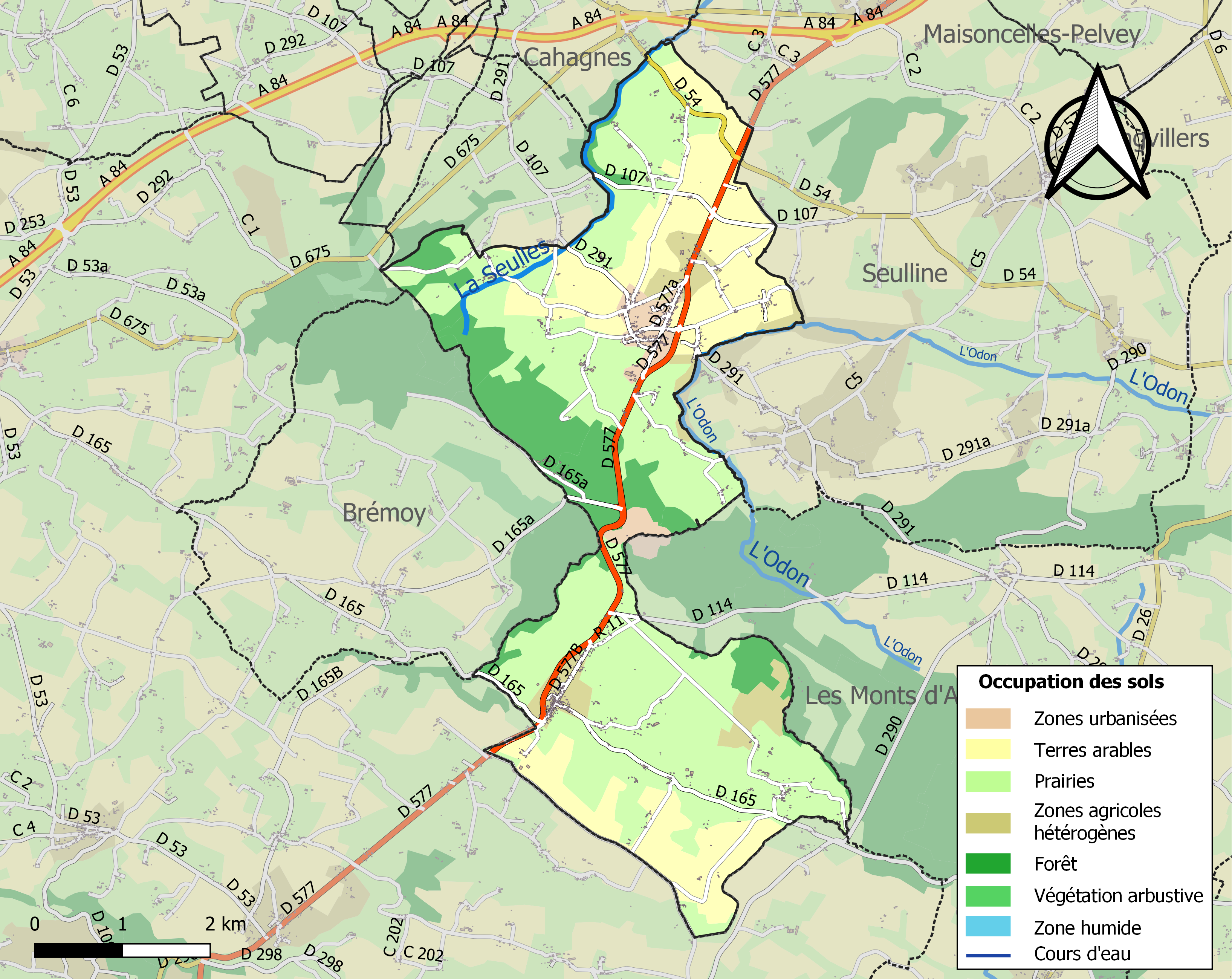
谢讷河畔迪亚朗的OSM定位图

## 行政
谢讷河畔迪亚朗的邮政编码为14260，INSEE市镇编码为14347。

## 政治
谢讷河畔迪亚朗所属的省级选区为莱蒙多奈县。

## 人口
谢讷河畔迪亚朗于2022年1月1日时的人口数量为1009人。